# Тоня против всех
«То́ня про́тив всех» (англ. «I, Tonya»; дословно — «Я, Тоня») — американский фильм 2017 года в жанре биографическо-спортивной мокументальной чёрной комедии, снятый режиссёром Крейгом Гиллеспи по сценарию Стивена Роджерса. Главные роли исполнили Марго Робби (которая также выступила продюсером), Эллисон Дженни и Себастиан Стэн.
Мировая премьера состоялась 8 сентября 2017 года на Международном кинофестивале в Торонто. В США фильм вышел 8 декабря 2017 года, в России — 1 февраля 2018 года.
Фильм был удостоен высоких оценок от мировой кинопрессы, в особенности отметивших актёрскую игру Робби и Дженни. На церемонии «Золотого глобуса» лента получила приз в категории «лучшая женская роль второго плана» (Эллисон Дженни), а также две номинации как лучший комедийный фильм и лучшая комедийная актриса (Марго Робби). Фильм выдвигался на три премии «Оскар» за лучший монтаж, женскую роль (Марго Робби) и женскую роль второго плана (Эллисон Дженни), выиграв награду в последней.

## Сюжет
Тоня Хардинг — уроженка Портленда, родившаяся в семье так называемого «белого мусора». Её детство проходит с жестокой и деспотичной матерью Лавоной Голден. Отец, с которым у Тони были тёплые отношения, бросает семью. По наставлению Лавоны девочка начинает заниматься фигурным катанием под руководством тренера Дианы Роулинсон. Она видит у Тони большой талант в фигурном катании. Однако девушка вместе с этим приобретает репутацию сложного и скверного человека, а также использует нестандартные методы подготовки к выступлениям — она сама мастерит себе костюмы, придумывает макияж и выбирает музыку. В 15 лет она начинает встречаться с 18-летним Джеффом Гиллоули. Вскоре они женятся, но семейная жизнь сопровождается ссорами, скандалами и побоями.
Тоня быстро становится одной из лучших фигуристок США. Однажды после одного из выступлений у Тони и Дианы возникает спор, из-за чего Хардинг увольняет её. Девушка нанимает нового тренера Доди Тичман. Тоня становится первой фигуристкой, выполнившей на соревнованиях два тройных акселя. На зимних Олимпийских играх 1992 года Тоне не удаётся выполнить приземление, и она финиширует четвёртой. Потерпев поражение, она снова переезжает к Джеффу и устраивается на работу официанткой, но Диана убеждает её подготовиться к играм 1994 года. В ноябре 1993 года Тоня снимается с соревнований регионального чемпионата в Портленде из-за анонимных угроз в свой адрес.
Джефф поручает своему другу Шону Экардту совершить нападение на Нэнси Керриган, ближайшую соперницу Тони, чтобы помешать её выступлениям в соревнованиях и тем самым повысить перспективы участия Хардинг. Экардт нанимает двух пособников для нападения на Керриган после тренировки в Детройте. 6 января 1994 года приспешники Экардта бьют Керриган по колену; в связи с нападением она выбывает из запланированных соревнований.
Инцидент вызывает общественный резонанс. ФБР начинает расследование и выходит на Экардта. Тот в свою очередь обвиняет Джеффа как зачинщика преступления. Тоня, получившая право на участие в Олимпийских играх, понимает, что её сочтут соучастницей. Чтобы избежать ареста, она обращается в ФБР и рассказывает о покушении на Керриган. Джефф, узнав об этом, обвиняет Хардинг в том, что она знала о нападении и ничего не предприняла для его предотвращения. Они окончательно расстаются.
Хардинг становится мишенью СМИ. Тоню навещает Лавона, однако девушка понимает, что мать под предлогом примирения явилась к ней за информацией о нападении со спрятанным микрофоном, и прогоняет её. Джеффу, Экардту и приспешникам предъявляют обвинения, а слушание дела Тони откладывается до окончания Олимпийских игр. Хардинг финиширует восьмой, а Керриган выигрывает серебряную медаль. Тоня избегает тюрьмы, однако по постановлению суда она пожизненно отстраняется от соревнований по фигурному катанию.
После выхода на свободу Джефф меняет имя и создаёт новую семью. Лавона прекращает общение с дочерью и переезжает в штат Вашингтон. Тоня строит карьеру в профессиональном боксе, а также в третий раз выходит замуж и воспитывает ребёнка.

## В ролях
- Марго Робби — Тоня Хардинг, американская фигуристка-одиночница[5]
- Маккенна Грейс — Тоня Хардинг в детстве[6]
- Себастиан Стэн — Джефф Гиллоули, бывший муж Тони[7]
- Эллисон Дженни — Лавона Фэй Голден, мать Тони[8]
- Джулианна Николсон — Диана Роулинсон, тренер по фигурному катанию[9]
- Кэйтлин Карвер — Нэнси Керриган, соперница и жертва преступления Хардинг[6]
- Бояна Новакович — Доди Тичман, второй тренер Тони[6]
- Пол Уолтер Хаузер — Шон Экардт, телохранитель и друг Гиллоули[10]
- Бобби Каннавале — Мартин Мэддокс, телепродюсер
- Дэн Триандифлу — Боб Роулинсон

## Прокат

### В мире
Первоначально фильм должен был выйти в российский прокат под названием «Ледяная стерва», но позже оно было заменено на «Тоня против всех». Оба варианта локализации критиковались за некорректность перевода. Премьера в России состоялась 1 февраля 2018 года.

## Критика
Фильм получил признание кинокритиков. На сайте Rotten Tomatoes фильм имеет рейтинг 90 % на основе 388 рецензий со средним баллом 7,8 из 10. На сайте Metacritic фильм имеет оценку 77 из 100 на основе 44 рецензий критиков, что соответствует статусу «в целом положительные отзывы».

## Награды и номинации
| Награды и номинации                                | Награды и номинации | Награды и номинации                 | Награды и номинации               | Награды и номинации | Награды и номинации |
| Награда                                            | Год                 | Категория                           | Номинант                          | Результат           | Прим.               |
| -------------------------------------------------- | ------------------- | ----------------------------------- | --------------------------------- | ------------------- | ------------------- |
| AACTA Awards                                       | 2018                | Лучший режиссёр                     | Крейг Гиллеспи                    | Номинация           | [ 17 ]              |
| AACTA Awards                                       | 2018                | Лучшая актриса                      | Марго Робби                       | Победа              | [ 17 ]              |
| AACTA Awards                                       | 2018                | Лучшая актриса второго плана        | Эллисон Дженни                    | Победа              | [ 17 ]              |
| Оскар                                              | 2018                | Лучшая женская роль                 | Марго Робби                       | Номинация           |                     |
| Оскар                                              | 2018                | Лучшая женская роль второго плана   | Эллисон Дженни                    | Победа              |                     |
| Оскар                                              | 2018                | Лучший монтаж                       | Татьяна С. Ригел                  | Номинация           |                     |
| Общество кинокритиков Бостона                      | 2017                | Лучшая актриса второго плана        | Эллисон Дженни                    | 2-е место           | [ 18 ]              |
| Общество кинокритиков Бостона                      | 2017                | Лучший монтаж                       | Татьяна С. Ригел                  | 2-е место           | [ 18 ]              |
| Ассоциация кинокритиков Чикаго                     | 2017                | Лучшая актриса                      | Марго Робби                       | Номинация           | [ 19 ]              |
| Ассоциация кинокритиков Чикаго                     | 2017                | Лучшая актриса второго плана        | Эллисон Дженни                    | Номинация           | [ 19 ]              |
| Critics’ Choice Movie Awards                       | 2018                | Лучшая актриса                      | Марго Робби                       | Номинация           | [ 20 ]              |
| Critics’ Choice Movie Awards                       | 2018                | Лучшая актриса второго плана        | Эллисон Дженни                    | Победа              | [ 20 ]              |
| Critics’ Choice Movie Awards                       | 2018                | Лучший грим                         | «Тоня против всех»                | Номинация           | [ 20 ]              |
| Critics’ Choice Movie Awards                       | 2018                | Лучшая комедия                      | «Тоня против всех»                | Номинация           | [ 20 ]              |
| Critics’ Choice Movie Awards                       | 2018                | Лучшая комедийная актриса           | Марго Робби                       | Победа              | [ 20 ]              |
| Ассоциация кинокритиков Даллас-Форт-Уэрт           | 2017                | Лучший фильм                        | «Тоня против всех»                | 8-е место           | [ 21 ]              |
| Ассоциация кинокритиков Даллас-Форт-Уэрт           | 2017                | Лучшая актриса                      | Марго Робби                       | 3-е место           | [ 21 ]              |
| Ассоциация кинокритиков Даллас-Форт-Уэрт           | 2017                | Лучшая актриса второго плана        | Эллисон Дженни                    | Победа              | [ 21 ]              |
| Общество кинокритиков Детройта                     | 2017                | Лучшая актриса                      | Марго Робби                       | Номинация           | [ 22 ]              |
| Общество кинокритиков Детройта                     | 2017                | Лучшая актриса второго плана        | Эллисон Дженни                    | Победа              | [ 22 ]              |
| BAFTA                                              | 2018                | Лучшая актриса                      | Марго Робби                       | Номинация           | [ 23 ]              |
| BAFTA                                              | 2018                | Лучшая актриса второго плана        | Эллисон Дженни                    | Победа              | [ 23 ]              |
| BAFTA                                              | 2018                | Лучший оригинальный сценарий        | Стивен Роджерс                    | Номинация           | [ 23 ]              |
| BAFTA                                              | 2018                | Лучший дизайн костюмов              | Дженнифер Джонсон                 | Номинация           | [ 23 ]              |
| BAFTA                                              | 2018                | Лучший грим и причёски              | Дебора Ла Миа Денавер, Адруита Ли | Номинация           | [ 23 ]              |
| Золотой глобус                                     | 2018                | Лучший фильм (комедия или мюзикл)   | «Тоня против всех»                | Номинация           | [ 24 ]              |
| Золотой глобус                                     | 2018                | Лучшая актриса (комедия или мюзикл) | Марго Робби                       | Номинация           | [ 24 ]              |
| Золотой глобус                                     | 2018                | Лучшая актриса второго плана        | Эллисон Дженни                    | Победа              | [ 24 ]              |
| Gotham Awards                                      | 2017                | Лучший дебют                        | «Тоня против всех»                | Номинация           | [ 25 ]              |
| Gotham Awards                                      | 2017                | Лучшая актриса                      | Марго Робби                       | Номинация           | [ 25 ]              |
| Голливудский кинофестиваль                         | 2017                | Лучшая женская роль второго плана   | Эллисон Дженни                    | Победа              | [ 26 ] [ 27 ]       |
| Голливудский кинофестиваль                         | 2017                | Лучший актёрский ансамбль           | каст «Тоня против всех»           | Победа              | [ 26 ] [ 27 ]       |
| Общество кинокритиков Хьюстона                     | 2018                | Лучшая актриса                      | Марго Робби                       | Номинация           | [ 28 ]              |
| Общество кинокритиков Хьюстона                     | 2018                | Лучшая актриса второго плана        | Эллисон Дженни                    | Победа              | [ 28 ]              |
| Независимый дух                                    | 2018                | Лучшая женская роль                 | Марго Робби                       | Номинация           | [ 29 ]              |
| Независимый дух                                    | 2018                | Лучшая женская роль второго плана   | Эллисон Дженни                    | Победа              | [ 29 ]              |
| Независимый дух                                    | 2018                | Лучший монтаж                       | Татьяна С. Ригел                  | Победа              | [ 29 ]              |
| Ассоциация кинокритиков Лос-Анджелеса              | 2018                | Лучший монтаж                       | Татьяна С. Ригел                  | 2-е место           | [ 30 ]              |
| Онлайн-кинокритики Нью-Йорка                       | 2017                | Лучшая актриса                      | Марго Робби                       | Победа              | [ 31 ]              |
| Онлайн-кинокритики Нью-Йорка                       | 2017                | Лучшая актриса второго плана        | Эллисон Дженни                    | Победа              | [ 31 ]              |
| Онлайн-кинокритики Нью-Йорка                       | 2017                | Десять лучший фильмов               | «Тоня против всех»                | Победа              | [ 31 ]              |
| Международный кинофестиваль Палм-Спрингс           | 2018                | Spotlight Award — Актриса           | Эллисон Дженни                    | Победа              | [ 32 ]              |
| Общество кинокритиков Сан-Диего                    | 2017                | Лучшая актриса                      | Марго Робби                       | Номинация           | [ 33 ] [ 34 ]       |
| Общество кинокритиков Сан-Диего                    | 2017                | Лучшая актриса второго плана        | Эллисон Дженни                    | Победа              | [ 33 ] [ 34 ]       |
| Общество кинокритиков Сан-Франциско                | 2017                | Лучшая актриса                      | Марго Робби                       | Победа              | [ 35 ]              |
| Общество кинокритиков Сан-Франциско                | 2017                | Лучшая актриса второго плана        | Эллисон Дженни                    | Номинация           | [ 35 ]              |
| Спутник                                            | 2018                | Лучший фильм                        | «Тоня против всех»                | Номинация           | [ 36 ]              |
| Спутник                                            | 2018                | Лучшая женская роль                 | Марго Робби                       | Номинация           | [ 36 ]              |
| Спутник                                            | 2018                | Лучшая женская роль второго плана   | Эллисон Дженни                    | Номинация           | [ 36 ]              |
| Премия Гильдии киноактёров США                     | 2018                | Лучшая женская роль                 | Марго Робби                       | Номинация           | [ 37 ]              |
| Премия Гильдии киноактёров США                     | 2018                | Лучшая женская роль второго плана   | Эллисон Дженни                    | Победа              | [ 37 ]              |
| Общество кинокритиков Сиэтла                       | 2017                | Лучшая актриса                      | Марго Робби                       | Номинация           | [ 38 ]              |
| Общество кинокритиков Сиэтла                       | 2017                | Лучшая актриса второго плана        | Эллисон Дженни                    | Номинация           | [ 38 ]              |
| Ассоциация кинокритиков Торонто                    | 2017                | Лучшая актриса второго плана        | Эллисон Дженни                    | 2-е место           | [ 39 ]              |
| Кинофестиваль в Торонто                            | 2017                | Приз зрительских симпатий           | «Тоня против всех»                | 2-е место           | [ 40 ]              |
| Сообщество кинокритиков Ванкувера                  | 2017                | Лучшая актриса второго плана        | Эллисон Дженни                    | Номинация           | [ 41 ]              |
| Ассоциация кинокритиков Вашингтона, округ Колумбия | 2017                | Лучшая актриса                      | Марго Робби                       | Номинация           | [ 42 ]              |
| Ассоциация кинокритиков Вашингтона, округ Колумбия | 2017                | Лучшая актриса второго плана        | Эллисон Дженни                    | Номинация           | [ 42 ]              |